# Isperikh (obchtina)
Isperikh (bulgare : Исперих) est une obchtina de l'oblast de Razgrad en Bulgarie.